# Чонгарська протока
Чонга́рська прото́ка (крим. Çonğar boğazı, Чонґар боґази) — протока між півостровом Крим і материком. Протока розділяє невеликі півострова Чонгар і Тюп-Джанкой.
Чонгарська протока поділяє затоку Сиваш Азовського моря на дві частини: східну і західну. Довжина протоки близько 300 м, ширина 80—150 м, глибина менше 3 м.

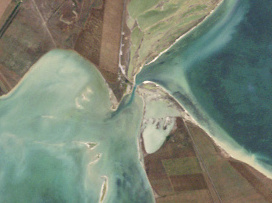
Супутниковий знімок Чонгарської протоки

Під час Громадянської і нацистсько-радянської воєн в районі Чонгарської протоки проходили великі бої.
На херсонському березі протоки розташоване покинуте кафе Чонгар. Через протоку перекинуто два автомобільні мости на автодорозі E105 Москва — Ялта. Старий міст, що розташовується південніше, покинутий.